# Marie-Anne Simonis

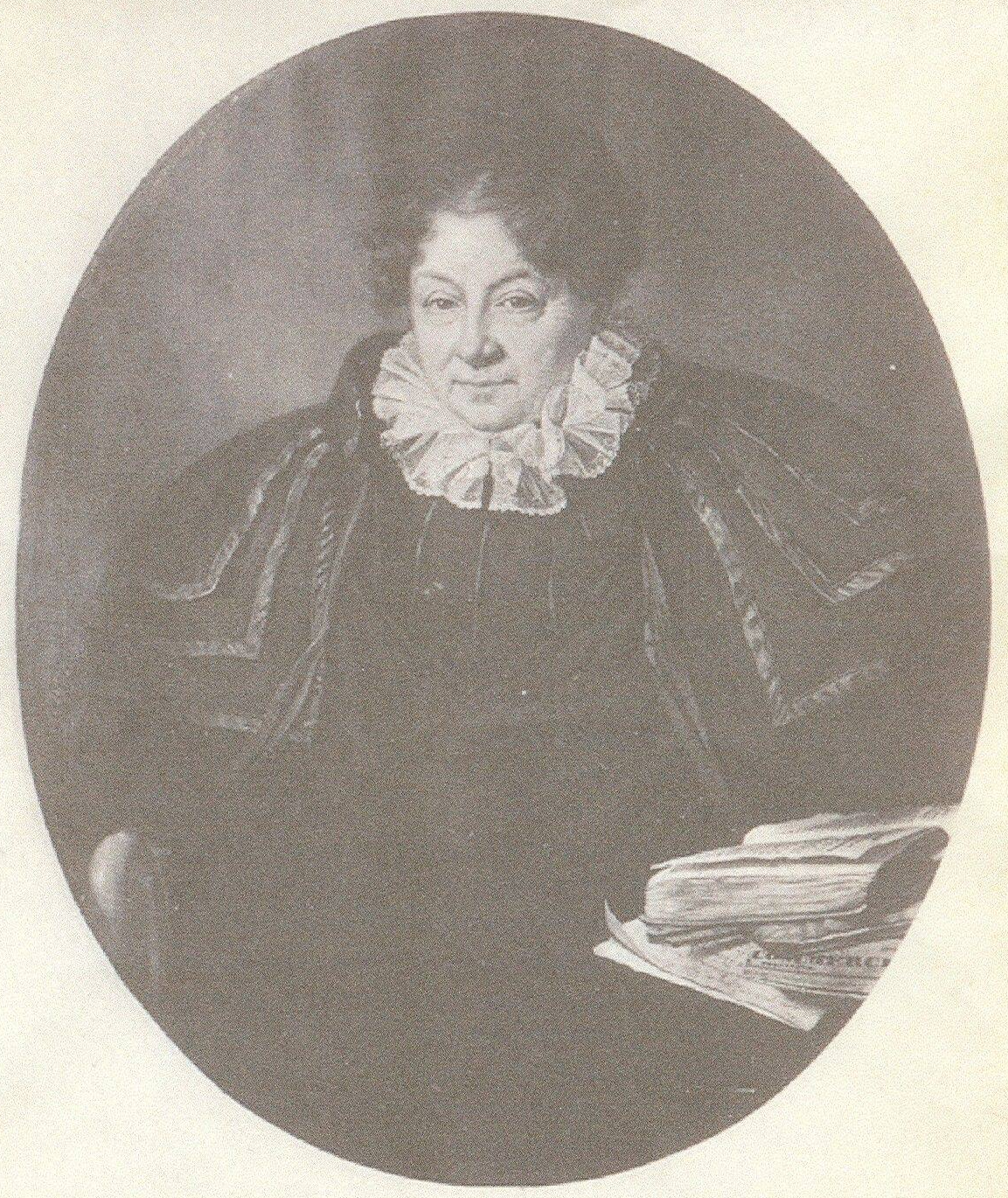

Marie-Anne Simonis (Verviers, 17 januari 1758 – Theux, 21 november 1831), bekend als La Grande Madame, was een leidend textielfabrikant in de regio Verviers die ook tal van sociale voorzieningen introduceerde voor de bevolking. 

## Leven

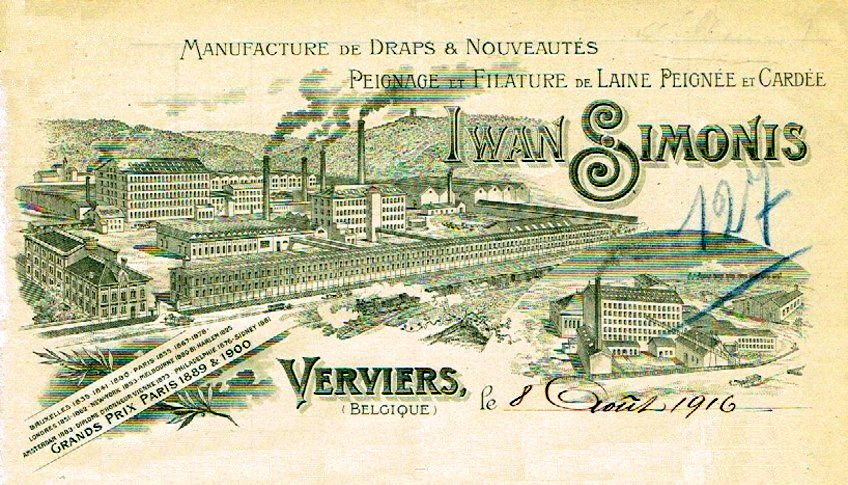
De fabriek van Iwan Simonis in Verviers

Ze was een telg van de leidende familie van textielfabrikanten Simonis en trouwde op 11 december 1777 met Jean-François Biolley (1755-1822). In naam stond hij vanaf 1790 aan het hoofd van de familieonderneming, maar door zijn zwakke gezondheid nam zijn echtgenote de feitelijke leiding op zich. Tijdens de Franse Revolutie verwelkomde ze adellijke émigrés, zodat ze na de verovering van de Zuidelijke Nederlanden door Frankrijk in september 1794 zelf op de vlucht moest, eerst naar Braunschweig en later naar Hamburg. Op 6 augustus 1795 keerden zij en de familie Simonis terug in Verviers. 
In 1797 vestigt William Cockerill, een Engelse machinebouwer die al tal van ondernemingen had beproefd in Groot-Brittannië en erbuiten, doch zonder veel succes, zich in Verviers. Zijn Spinning Jenny en andere machines maakten het mogelijk om de textielfabrieken van de nauw met elkaar verweven families Simonis en de Biolley aan een hoog tempo te mechaniseren. Simonis kwam zo aan het hoofd te staan van een van de machtigste industriële ondernemingen van de regio, zowel onder de Franse bezetting, tijdens het Verenigd Koninkrijk der Nederlanden en in het kersverse Belgische koninkrijk. Omdat het echtpaar kinderloos was, stoomden Marie-Anne en Jean-François hun neef Raymond de Biolley klaar als opvolger.
Marie-Anne de Biolley-Simonis stond bekend als een devote katholieke vrouw. Ze droeg financieel bij aan de bouw van de Chapelle Saint Anne en de Eglise Saint Remacle van Verviers. Voor de arbeiders van de familieonderneming en bij uitbreiding de hele stad introduceerde ze een breed netwerk van sociale voorzieningen en liefdadige ondersteuningsinitiatieven. Marie-Anne faciliteerde de oprichting van spaarkassen, pensioenfondsen en ziekenkassen. Arbeiders die ziek waren, ontvingen nog 5 à 6 maanden de helft van hun loon. Langdurig arbeidsongeschikten   en weduwen konden rekenen op een wekelijkse toelage. De fabriek bood gratis medische zorg. Er werd kinderopvang georganiseerd en er was een Société de charité maternelle voor zwangere werkneemsters en jonge moeders. Anne-Marie stichtte ook een school waar weeskinderen en vondelingen werden opgeleid tot huispersoneel. De arbeiders konden goedkope kleding en brandstof kopen in een fabriekswinkel. De katholieke patroons van Verviers leverden ook grote inspanningen om het alcoholmisbruik onder hun personeel terug te dringen. De grotendeels door de families de Biolley en Simonis gefinancierde Cité des Grandes Rames uit 1808-1809 wordt soms aangehaald als het oudste sociale huisvestingsproject van Europa. Maar Marie-Anne deed ook grote schenkingen aan het basisonderwijs in Verviers, zowel voor jongens als meisjes. Deze scholen, waar ook avondklassen voor volwassen arbeiders plaatsvonden, werden bemand door religieuzen, de Broeders van de Christelijke Scholen in het bijzonder. Het resultaat was een indrukwekkend netwerk van sociale voorzieningen die niet louter de lokale textielarbeiders, maar de hele en snel groeiende bevolking van Verviers ondersteunde. Dat was meer dan nodig. Volgens berekeningen van Edouard Ducpétiaux in 1855 kon de overgrote meerderheid van de arbeiders in Verviers hun gezinnen niet onderhouden zonder liefdadige hulp. De moorddadige cholera-epidemie van 1849 had aangetoond dat hun huisvestingssituatie bijzonder rampzalig was.
Ze stierf in haar landhuis in Hodbomont.